# Droga krajowa nr 142 (Kostaryka)
Droga krajowa nr 142 (hiszp. Ruta Nacional Secundaria 142/Ruta 142) – jedna z dróg krajowych w Kostaryce. Znajduje się ona w prowincjach Alajuela i Guanacaste.

## Opis
W prowincji Alajuela droga krajowa nr 142 przebiega przez kanton San Carlos (przez dystrykt La Fortuna).
W prowincji Guanacaste droga krajowa nr 142 przebiega przez kanton Cañas (przez dystrykt Cañas) oraz przez kanton Tilarán (przez dystrykty Tilarán, Santa Rosa, Tierras Morenas i Arenal).